# Automeris postalbida
Automeris postalbida är en fjärilsart som beskrevs av William Schaus 1900. Automeris postalbida ingår i släktet Automeris och familjen påfågelsspinnare. Inga underarter finns listade i Catalogue of Life.

## Bildgalleri

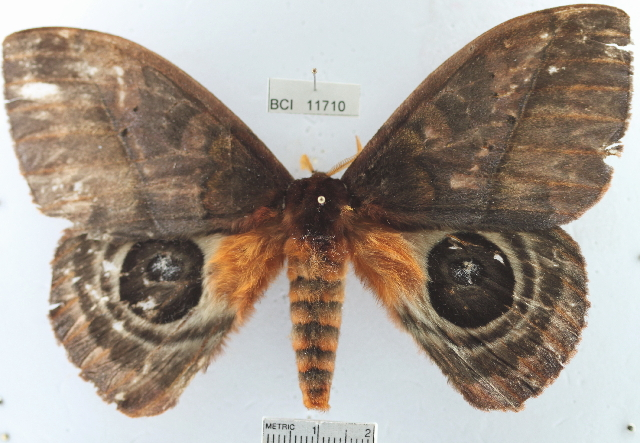
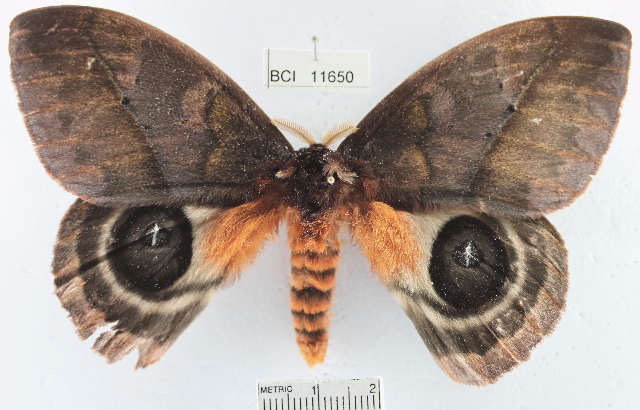
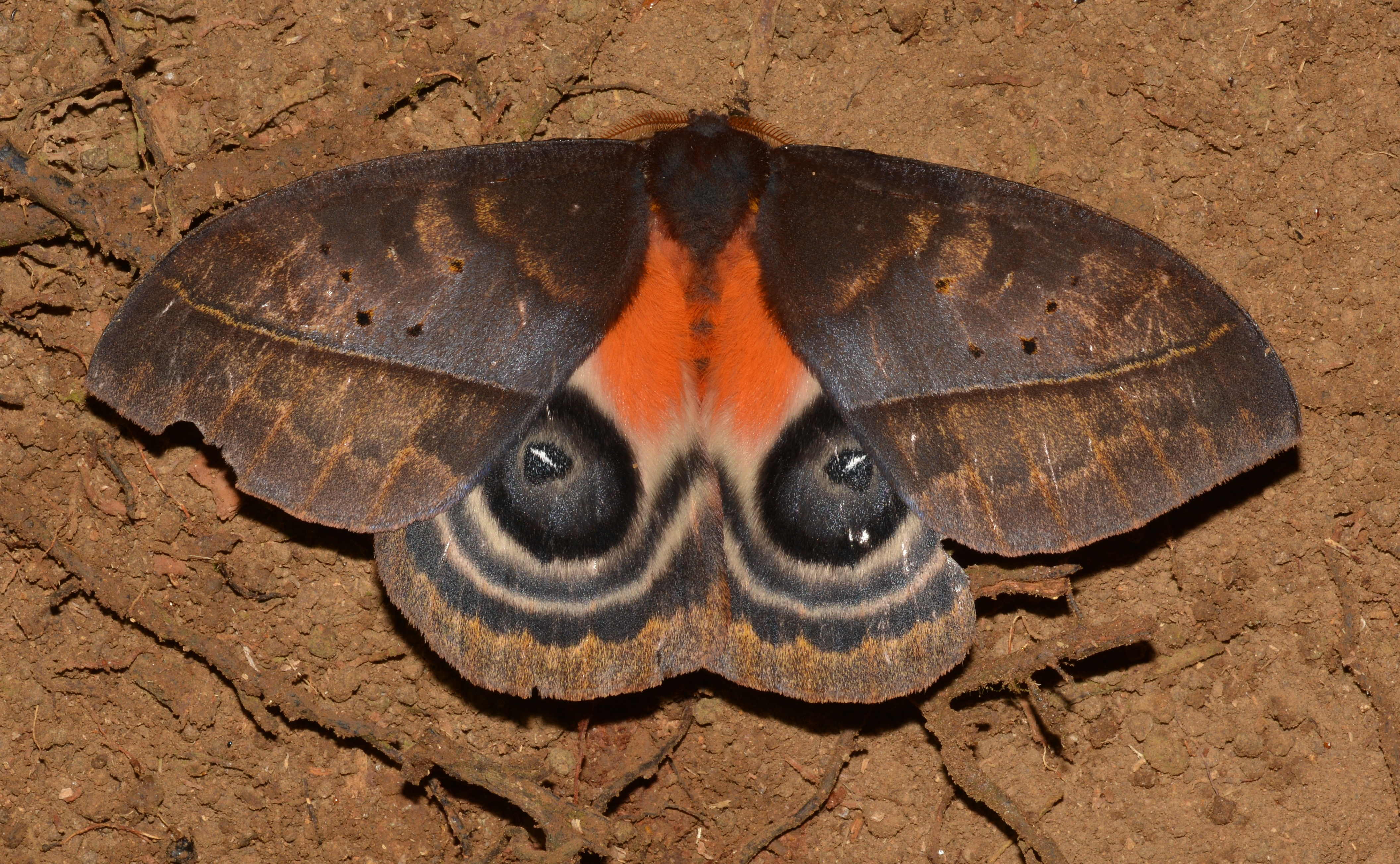